# Vous les entendez ?
Vous les entendez ? est un roman de Nathalie Sarraute, paru chez Gallimard en 1972.

## Éditions
- Vous les entendez ?, Gallimard, coll. « Le Chemin », 1972
- Vous les entendez ?, Gallimard, coll. « Folio » n° 839, 1976
- Vous les entendez ?, in Œuvres complètes, coll. « Bibliothèque de la Pléiade » n° 432, Gallimard, 1996

### Traductions
- Nathalie Sarraute: Vous les entendez?, Bibba Jørgen Jensen, Romansk Institut, 1973
- Vy slyšite ih?, traduction russe et postface de Lenina Zonina, préface Evgueni Evtouchenko, Moscou, Известия, 1983